# Kanton Aire-sur-la-Lys
Der Kanton Aire-sur-la-Lys ist ein französischer Wahlkreis in den Arrondissements Béthune und Saint-Omer, im Département Pas-de-Calais und in der Region Hauts-de-France; sein Hauptort ist Aire-sur-la-Lys. Vertreter im Generalrat des Départements ist seit 2008 Jean-Claude Dissaux.

## Gemeinden
Der Kanton besteht aus 17 Gemeinden mit insgesamt 29.400 Einwohnern (Stand: 1. Januar 2022) auf einer Gesamtfläche von 124,29 km²:
| Gemeinde               | Einwohner 1. Januar 2022 | Fläche km² | Dichte Einw./km² | Code INSEE | Postleitzahl | Arrondissement |
| ---------------------- | ------------------------ | ---------- | ---------------- | ---------- | ------------ | -------------- |
| Aire-sur-la-Lys        | 9.568                    | 33,38      | 287              | 62014      | 62120        | Saint-Omer     |
| Blessy                 | 904                      | 5,39       | 168              | 62141      | 62120        | Béthune        |
| Estrée-Blanche         | 906                      | 5,32       | 170              | 62313      | 62145        | Béthune        |
| Guarbecque             | 1.375                    | 5,46       | 252              | 62391      | 62330        | Béthune        |
| Isbergues              | 8.653                    | 14,37      | 602              | 62473      | 62330        | Béthune        |
| Lambres                | 1.066                    | 4,37       | 244              | 62486      | 62120        | Béthune        |
| Liettres               | 368                      | 3,07       | 120              | 62509      | 62145        | Béthune        |
| Ligny-lès-Aire         | 564                      | 8,04       | 70               | 62512      | 62960        | Béthune        |
| Linghem                | 205                      | 3,63       | 56               | 62517      | 62120        | Béthune        |
| Mazinghem              | 458                      | 5,19       | 88               | 62564      | 62120        | Béthune        |
| Quernes                | 429                      | 2,75       | 156              | 62676      | 62120        | Béthune        |
| Rely                   | 459                      | 4,83       | 95               | 62701      | 62120        | Béthune        |
| Rombly                 | 50                       | 1,15       | 43               | 62720      | 62120        | Béthune        |
| Roquetoire             | 1.967                    | 10,71      | 184              | 62721      | 62120        | Saint-Omer     |
| Saint-Hilaire-Cottes   | 823                      | 7,24       | 114              | 62750      | 62120        | Béthune        |
| Witternesse            | 620                      | 5,47       | 113              | 62900      | 62120        | Béthune        |
| Wittes                 | 985                      | 3,92       | 251              | 62901      | 62120        | Saint-Omer     |
| Kanton Aire-sur-la-Lys | 29.400                   | 124,29     | 237              | 6201       | –            | –              |

Bis zur Neuordnung bestand der Kanton Aire-sur-la-Lys aus den 14 Gemeinden Aire-sur-la-Lys, Clarques, Ecques, Herbelles, Heuringhem, Inghem, Mametz, Quiestède, Racquinghem, Saint-Augustin, Roquetoire, Thérouanne, Wardrecques und Wittes. Sein Zuschnitt entsprach einer Fläche von 115,70 km2. 